# Communauté de communes du Pays Cordais
La communauté de communes du Pays Cordais est une ancienne communauté de communes française, située dans le département du Tarn.

## Composition
Elle était, à sa disparition, composée des neuf communes suivantes :
| Nom                  | Code Insee | Gentilé      | Superficie (km2) | Population (dernière pop. légale) | Densité (hab./km2) |
| -------------------- | ---------- | ------------ | ---------------- | --------------------------------- | ------------------ |
| Les Cabannes (siège) | 81045      | Cabannais    | 6,16             | 373 (2014)                        | 61                 |
| Bournazel            | 81035      | Bournazelois | 7,41             | 180 (2014)                        | 24                 |
| Cordes-sur-Ciel      | 81069      | Cordais      | 8,27             | 953 (2014)                        | 115                |
| Labarthe-Bleys       | 81111      | Labarthais   | 9,06             | 75 (2014)                         | 8,3                |
| Lacapelle-Ségalar    | 81123      | Capélois     | 6,83             | 97 (2014)                         | 14                 |
| Mouzieys-Panens      | 81191      | Mouziensois  | 13,13            | 253 (2014)                        | 19                 |
| Saint-Marcel-Campes  | 81262      |              | 22,34            | 204 (2014)                        | 9,1                |
| Souel                | 81290      | Soueliens    | 9,70             | 182 (2014)                        | 19                 |
| Vindrac-Alayrac      | 81320      | Vindracois   | 9,82             | 173 (2014)                        | 18                 |

## Historique
Le 1er janvier 2013, elle fusionne avec la communauté de communes du Causse Nord-Ouest du Tarn dans la communauté de communes du Cordais et du Causse.